# タプレジュン空港
タプレジュン空港（タプレジュンくうこう、Taplejung Airport）は、ネパールの空港。IATA空港コードはTPJ、ICAO空港コードはVNTJ。
コシ州タプレジュン郡タプレジュンに位置し、スケタル空港としても知られる。
滑走路は1,000mに延伸されている。

## 路線
ネパール航空がビラートナガル空港からの便を週2便運航しているが、雨期には運航が休止される。

## 国内線
| 航空会社     | 就航地             |
| ------------ | ------------------ |
| ネパール航空 | ビラートナガル空港 |